# Armatosterna castelnaudii
Armatosterna castelnaudii là một loài bọ cánh cứng trong họ Cerambycidae.